# Polo animal

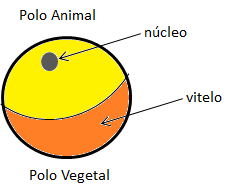
Zigoto

Polo Animal é a região do ovo embrionário (também denominado por zigoto) onde se localiza o núcleo da célula e o citoplasma e é oposta ao polo vegetativo. 
Apesar dos ovos de algumas espécies de animais estarem divididos em duas regiões facilmente identificados e que permitem fazer as distinções em polaridades, o surgimento do polo animal não é obrigatório em todos tipos de ovos.

## Identificação

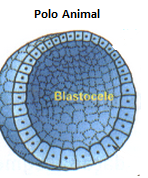
Blástula

Os componentes do ovo estão em sua maioria estão distribuídos de forma heterogênea, o que produz a polaridade. Uma região do ovo, chamada de polo vegetal, possui maior concentração dos nutrientes que são necessários para o desenvolvimento do embrião (vitelo). A outra região do ovo possui maior concentração de citoplasma da célula e é denominada de polo animal. Portanto o aparecimento do polo animal depende da concentração de vitelo na região oposta do ovo.
O polo animal também pode ser identificado pela quantidade de células menores e pela rápida divisão celular durante a embriogênese. Nessa região também existe alta taxa metabólica no citoplasma.
A região da célula com concentração de citoplasma, composta pelo hialoplasma e organelas, onde se encontra o polo animal é conhecida como zona do protolécito.
Em algumas espécies de animais o polo animal surge no próprio óvulo não fecundado e em outros animas o polo animal surge durante fases mais avançadas da embriogênese. Em outras espécies de animais não ocorre o surgimento de polo animal. Mesmo em animais da mesma classe o polo animal se faz presente em alguns zigotos enquanto outros zigotos não o possuem, como é o caso dos mamíferos. 
Apenas em ovos heterolécitos (de peixes e anfíbios) e ovos telolécitos (de répteis e aves) surge a região do polo animal. Em ovos isolécitos (da maioria dos mamíferos) e ovos centrolécitos (de artrópodes) essa região não aparece.  

## Importância
A polaridade tem uma grande influência sobre a fusão das estruturas embrionárias. De fato, a polaridade do eixo serve como de coordenadas de um sistema geométrico no qual a embriogênese está organizada.

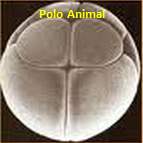
Blastômeros na segmentação holoblástica

A partir do polo animal surgirá a ectoderme e a endoderme.
Durante a clivagem a região do zigoto que se encontra o polo animal obrigatoriamente sofrerá divisão celular pois a pouca concentração de vitelo facilita a segmentação ao contrário do polo vegetal. Na segmentação holoblástica desigual, ao surgir os blastômeros durante a terceira clivagem, os 4 blastômeros menores denominam-se micrômeros e se concentram no polo animal.
Uma análise da regulação de forças que induz mudanças morfológicas em um oócito de uma estrela do mar mostra a divisão assimétrica durante a meiose devido a menor quantidade de vitelo na região do polo animal.
O mapa do destino para o embrião do ouriço-do-mar no estágio de 60 células a metade animal do zigoto dá origem a ectoderme que futuramente se tornará a pele e os neurônios do animal. Em águas-vivas a parte oral da blástula deriva da região do polo animal, que contém fatores necessários para a gastrulação e formação da endoderme.
A supressão do polo animal de ovos em estágios iniciais podem provocar falta de órgãos ou esteridade em adultos como ocorrido em ascidias, moscas, ouriço-do-mar e sapos. Já testes efetuados em camundongos, a falta de polo animal não parece afetar o desenvolvimento do embrião. 